# 이대용 (1925년)
이대용(李大鎔, 1925년 11월 20일 ~ 2017년 11월 14일)은 대한민국의 군인이자 외교관이다.

## 군인 경력
한국 전쟁 당시 제6보병사단 소속으로 춘천 전투 등에서 활약하였다.

## 외교관 경력
주월남 공화국 대한민국 대사관 공사로 근무하던 1975년 사이공 함락시 국군 장병과 건설인력의 안전한 철수 귀국을 위해 마지막 순간까지 남아서 애쓰다가 서병호 영사, 안희완 영사와 공산군에 붙들려 사이공의 치화형무소에 투옥된 후, 갖은 회유와 협박에도 불구하고 북한행을 거부하며 억류 생활을 하게 되었다.
이스라엘 거상이었던 사울 아이젠버그 등의 중재와 대한민국 정부의 노력으로 석방되어 1980년 4월 귀국하였다.
1986년에는 문화방송(MBC)이 이대용의 저서 《사이공 억류기》를 원작으로 한 동명의 드라마를 제작하였으며, 2017년 11월 14일 밤에 숙환으로 별세했다(향년 92세).

## 학력
- 1948년 육군사관학교 제7기 졸업
- 1950년 육군보병학교 졸업
- 1955년 육군대학 졸업
- 1957년 미국 육군참모대학교 졸업
- 1958년 미국 태평양지구 합동참모학교 졸업
- 1960년 미국 육군지휘참모대학교 졸업
- 1962년 국방대학교 졸업

## 약력
- 육군사관학교 7기 졸업
- 육군 제6사단 7연대 1대대 1중대장
- 육군 제6사단 7연대 1대대 부대대장
- 육군 제2사단 32연대 3대대장
- 육군 제12사단 정보참모
- 육군대학 교관
- 육군 제6관구 작전참모
- 육군 제3사단 23연대장
- 1963년 주월 한국 대사관 무관
- 동국대학교 학훈단장
- 육군 제6관구 작전부사령관
- 주월 한국 대사관 정무담당 공사
- 주월 한국 대사관 경제담당 공사
- 1975년 베트남 공산정부에 의해 억류
- 1980년 4월 12일 석방 귀국
- 생명보험협회 회장
- 사단법인 한월 친선협회 회장[3]
- 1999∼2003년 육사 총동창회장
- 자유수호국민운동 상임의장

## 상훈
- 충무무공훈장 (1950년 12월 30일)
- 화랑무공훈장 (1951년 7월 31일)
- 이달의 6.25 전쟁영웅 (2023년 12월)

## 참고
1. ↑  장경순 (2007). 《나는 아직도 멈출 수 없다》. 오늘. 333쪽. ISBN 8935504335.
2. ↑  권순완 (2017년 11월 15일). “'마지막 주월공사' 이대용 예비역 준장 별세”. 《조선일보》.
3. ↑  구본영 (2007년 8월 16일). “베트남에 5년 억류 이대용 前 주월공사”. 《서울신문》.